# The Wings of War
The Wings of War – dziewiętnasty album studyjny amerykańskiego zespołu thrash metalowego Overkill wydany 22 lutego 2019 roku przez Nuclear Blast Records. Jest to pierwszy album od płyty ReliXIV bez perkusisty Rona Lipnickiego, który opuścił zespół krótko po wydaniu poprzedniego albumu The Grinding Wheel, a zarazem pierwszy nagrany z Jasonem Bittnerem.

## Realizacja
Nagrania albumu rozpoczęły się w 2018 roku. Rok po wydaniu poprzedniego albumu The Grinding Wheel. Niedługo po wydaniu tamtego albumu Ron Lipnicki opuścił zespół. Jego miejsce zajął Jason Bittner.
Nagrywanie zaczęło się w czerwcu 2018 roku w Gear Recording Studio w New Jersey. Odbyło się również w SKH Recording Studios we Florydzie, JRod Productions w Nowym Jorku oraz w Shorefire Recording Studios w New Jersey. Nagrania trwały aż do października 2018 roku. Produkcją albumu zajął się sam zespół. Za perkusję był odpowiedzialny Joe DeMaio. Miksowaniem zajęli się Andy Sneap i Chris Harris
W jednym z wywiadów z Eddiem Trunkiem z Trunk Nation basista zespołu D.D. Verni powiedział, że album został już nagrany i że zespół pracuje nad okładką, którą wykonał Travis Smith, oraz że album najprawdopodobniej ukaże się w lutym 2019 roku.
28 listopada 2018 roku zespół oznajmił, że nadchodzący dziewiętnasty album studyjny będzie nazywać się The Wings of War i zostanie wydany 22 lutego 2019 roku. Pierwszy singiel z tego albumu ukazał się 14 grudnia pt. "Last Man Standing".
3 stycznia 2019 roku zespół wydał zwiastun serii dokumentalnej pt. "Welcome to the Garden State", która nosi tę samą nazwę co jeden z utworów na płycie. Seria ta opowiada o historii zespołu. 18 stycznia ukazał się drugi singiel pt. " Head of a Pin". 28 stycznia zespół ogłosił trasę koncertową po Stanach Zjednoczonych wraz z zespołami Death Angel i Act of Defiance, która rozpocznie się 25 kwietnia tego samego roku.
Album zgodnie z zapowiedzią został wydany 22 lutego 2019 roku. Wtedy również został wydany trzeci singiel z tej płyty "Welcome to the Garden State".

## Odbiór
Album "The Wings of War" posobnie jak poprzednie albumy zespołu Overkill otrzymał bardzo pozytywne recenzje od krytyków i fanów. Jay H. Gorania z Blabbermouth.net przyznał temu albumowi 7.5 na 10  i nazwał go " wszystkim co wieloletni fan by chciał". Grzegorz Pindor ze strony Magazyn Gitarzysta przyznał temu albumowi 8 na 10 twierdząc, że w szeregach zespołu wszystko jest w jak najlepszym porządku. Pozostałe recenzje również oceniały ten album bardzo wysoko.

## Lista utworów[4]
Wszystkie utwory zostały napisane przez Blitza i D.D. Verniego
1. "Last Man Standing" - 5:49
2. "Believe in the Fight" - 5:03
3. "Head of a Pin" - 5:56
4. "Bat Shit Crazy" - 4:33
5. "Distortion" - 6:09
6. "A Mother's Prayer" - 3:58
7. "Welcome to the Garden State" - 4:42
8. "Where Few Dare to Walk" - 5:25
9. "Out on the Road-Kill" - 4:41
10. "Hole in My Soul" - 4:47
11. "In Ashes" (CD Bonus) - 5:35

## Twórcy
Skład zespołu:
- Blitz - Wokal
- Dave Linsk - Gitara Prowadząca
- Derek Tailer - Gitara Rytmiczna
- D.D. Verni - Gitara Basowa, Wokal wspierający
- Jason Bittner - Perkusja

Inni:
- Chris Harris - Miksowanie, Mastering
- Andy Sneap - Miksowanie, Mastering (utwór 11)
- Joe DeMaio - Nagrywanie (Perkusja)
- Travis Smith - Okładka
- Stephanie Cabral - Fotografie
- Dan Korneff - Edycja